# Episodi di Raised by Wolves - Una nuova umanità (seconda stagione)
La seconda e ultima stagione della serie televisiva Raised by Wolves - Una nuova umanità (Raised by Wolves), composta da otto episodi, è stata distribuita dal servizio streaming statunitense HBO Max dal 3 febbraio al 17 marzo 2022.
In Italia, la stagione è andata in onda in prima visione sul canale satellitare Sky Atlantic il 15 aprile 2022.
| nº | Titolo originale | Pubblicazione USA | Prima TV Italia |
| -- | ---------------- | ----------------- | --------------- |
| 1  | The Collective   | 3 febbraio 2022   | 15 aprile 2022  |
| 2  | Seven            | 3 febbraio 2022   | 15 aprile 2022  |
| 3  | Good Creatures   | 10 febbraio 2022  | 15 aprile 2022  |
| 4  | Control          | 17 febbraio 2022  | 15 aprile 2022  |
| 5  | King             | 24 febbraio 2022  | 15 aprile 2022  |
| 6  | The Tree         | 3 marzo 2022      | 15 aprile 2022  |
| 7  | Feeding          | 10 marzo 2022     | 15 aprile 2022  |
| 8  | Happiness        | 17 marzo 2022     | 15 aprile 2022  |

## The Collective
- Diretto da: Ernest Dickerson
- Scritto da: Aaron Guzikowski

### Trama
Nella zona tropicale del pianeta, Madre e Padre vengono recuperati dall'equipaggio degli atei giunti sul pianeta nel finale della stagione precedente. Ripuliti e rimessi in funzione gli vengono restituiti Campion ed il resto della famiglia e posti in una nuova abitazione, possono continuare il loro esperimento. Sono però destinati a vivere ed a sottostare alle regole della colonia atea. Scopriamo così che gli atei vivono in un sistema di chiara ispirazione sovietica detto 'Il Collettivo'. Se i mitraici erano soggiogati da una casta sacerdotale e dalle sue credenze religiose, gli atei vivono invece sotto il controllo di un capo assoluto rappresentato da un'intelligenza artificiale, pomposamente chiamata "La Fiducia", prodotta da Campion Sturges, lo stesso ingegnere ateo che riprogrammò Madre. Nel frattempo il braccato Marcus inizia la sua crociata personale contro la colonia atea.
- Guest star: Natalie Robbie (Marcella), Riaz Solker (Mars), Megan Theron (Junia), Carel Nel (Bic), Bongo Mbutuma (Santos)

## Seven
- Diretto da: Ernest Dickerson
- Scritto da: Jon Worley

### Trama
Ormai in piena crisi mistica e convinto di essere una sorta di predestinato a ricostruire il regno ed il popolo di Sol su Kepler-22 b, Marcus cerca con successo di portare dalla sua parte alcuni componenti dell'equipaggio ateo. La cosa non risulta inizialmente troppo complicata in quanto scopriamo presto che il sistema gestito da "La Fiducia" ha i suoi lati oscuri: come lo schiavismo nei confronti dei mitraici catturati ed un sistema di feroci punizioni corporali nei confronti di chi non rispetta le regole. Infatti le prime due reclute di Marcus saranno una donna ed un androide mitraici tenuti nel "collettivo" come schiavi ed un ateo scontento appena 'punito' da Madre arruolata nel frattempo da "La Fiducia" sia come insegnante che come boia. Nel frattempo la comunità atea fa la sua conoscenza con la creatura partorita da Madre nel finale della stagione precedente e decide di darle la caccia per eliminarla.

## Good Creatures
- Diretto da: Sunu Gonera
- Scritto da: Julian Meiojas

## Control
- Diretto da: Sunu Gonera
- Scritto da: Karen Campbell

## King
- Diretto da: Alex Gabassi
- Scritto da: Aaron Guzikowski

### Trama
Madre cerca senza successo di recuperare la figlia che ha scelto di stare con i mitraici. Nel mentre, il padre è riuscito ad aggiustare il robot, antico.

## The Tree
- Diretto da: Alex Gabassi
- Scritto da: Aaron Guzikowski

## Feeding
- Diretto da: Lukas Ettlin
- Scritto da: Aaron Guzikowski

## Happiness
- Diretto da: Lukas Ettlin
- Scritto da: Aaron Guzikowski